# Flavobacterium flevense
Flavobacterium flevense ist eine Art von Bakterien. Die Art zählt zu den Bacteroidetes.

## Merkmale
Die Art Flavobacterium flevense ist Gram-negativ. Die Zellen sind stäbchenförmig, 2–5 µm lang und 0,5–0,7 µm breit. Das Bakterium besitzt keine Flagellen, allerdings kann es sich, wie viele andere Arten der Gattung Flavobacterium, gleitend fortbewegen (gliding motility). Maximal tolerierte Natriumchloridwerte liegen bei 0–1 %. Wachstum findet bei Temperaturen zwischen 0 und 30 °C statt, bestes Wachstum bei 20–25 °C. Flavobacterium flevense ist aerob. Der GC-Gehalt des DNA liegt bei 33–34,9 %.

## Systematik
Flavobacterium flevense zählt zu der Familie Flavobacteriaceae. Das Basionym ist Cytophaga flevensis, beschrieben von Van der Meulen im Jahr 1974. Im Jahr 1996 wurde es von J. F. Bernardet und Mitarbeitern zu der Gattung Flavobacterium gestellt.

## Etymologie
Der Gattungsname Flavobacterium beruht auf dem lateinischen Wort „Bacterium“ (Bakterie) und auf dem ebenfalls lateinischen Wort „flavus“, welches Gelb bedeutet. Letzteres bezieht sich auf die Farben der Kolonien, welche oft ein ausgeprägtes Gelb zeigen, wie es auch bei F. flevense der Fall ist. Der Artname ist abgeleitet von dem lateinischen Name „Flevum“ für den niederländischen Süßwassersee IJsselmeer. Hier wurde das Bakterium erstmals gefunden.